# 21st Century Schizoid Band
21st Century Schizoid Band je skupina progresivnega rocka, ki se je leta 2002 razvila iz King Crimson (King Crimson ni razpadla).
Ime benda izhaja iz znane pesmi »21st Century Schizoid Man«, ki je bila prvič objavljena na prvem albumu King Crimson In the Court of the Crimson King. Prvotni člani so bili Mel Collins na saksofonu, flavti in klaviaturah, bobnar Michael Giles, bas kitarist Peter Giles, Ian McDonald na saksofonu, flavti in klaviaturah in novak in zet Michaela Gilesa Jakko Jakszyk kot pevec in kitarist.
Skupina je na nastopih igrala prejšnje delo King Crimson in ostala dela članov skupine. Izdali so tri albume, večinoma posnetke koncertov pa tudi nove skladbe. Ian Wallace, tudi prejšnji član King Crimson je tik pred izdajo tretjega albuma leta 2003 zamenjal Michaela Gilesa, februarja 2007 pa je umrl.

## Diskografija
- Official Bootleg V.1 (2002)
- Live in Japan (2003)
- Live in Italy (2003)
- Live in Japan (2003) (DVD)
- Pictures Of A City — Live in New York  (2006)